# Généralife
Le Généralife ou (en arabe : (Jinan al-'Arif) جنان العريف, lit. "Jardin de l'architecte") est le palais d'été des princes Nasrides dans l'Alhambra de Grenade.
Il permet de prendre ombrage et rafraîchissement sur le bord des bassins d'eau dénivelant, par captation des sources dans les montagnes de la Sierra Nevada, situées au loin.
Jusqu'à son étymologie, le Généralife (Jannat al-Arif signifiant en arabe : « le Paradis - ou le jardin - de l'architecte ») traduit l'expression du mode de pensée spirituel des aristocrates arabes de l'Islam : une vie douce et agréable au milieu de jardins évoquant le Paradis musulman (thématique de la transcendance et de l'immanence).
Le Généralife offre ainsi une succession de salles, bassins intérieurs, balcons, jardins, haies de chambres, et de salles de détente.

## Histoire
Les recherches basées sur les décorations anciennes du palais montrent que le Généralife a été construit à l'origine par Mohammed II (1273-1302) à la fin du XIIIe siècle ou par Mohammed III (1302-1309) au début du XIVe siècle. Mohammed III a au moins contribué à quelques premières décorations, avant même le début de la construction. Les dirigeants nasrides ultérieurs ont apporté de nouveaux ajouts à mesure qu'ils gouvernaient. Selon une inscription, le bâtiment fut bientôt remodelé et redécoré par Ismail Ier en 1319, mais il existe des preuves que Mohammed V (r. 1354-59 ; 1362-91), qui mena un intense programme de construction à l'Alhambra, réalisa également des travaux au Généralife. Enfin, Yusuf III (r. 1354-59) apporta des modifications aux secteurs sud du palais au XVe siècle.
Le Généralife est l'un des plus anciens jardins islamiques conservés à ce jour. Cependant, les jardins actuels sont le résultat de modifications et ajouts depuis le XVIe siècle, après la conquête chrétienne de Grenade, jusqu'au XXe siècle. Le voyageur vénitien Andrea Navagero, qui a visité le Généralife entre 1524 et 1526, donne une description antérieure aux modifications de cette période, aidant ainsi les professionnels modernes à reconstituer l'apparence d'origine du palais et de ses jardins.

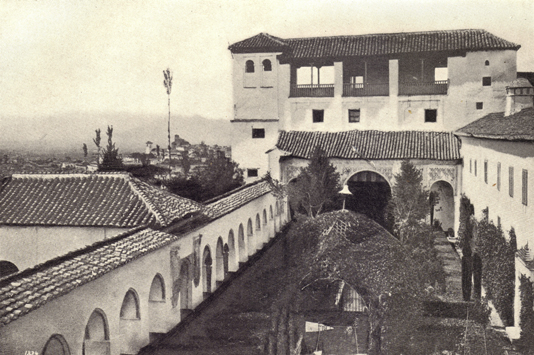
Le Patio de la Acequia au XIXe siècle, avant l'installation de fontaines modernes.

Théophile Gautier, visiteur au XIXe siècle, se plaignait ainsi :

« Il ne reste du Généralife que des arcades et de grands panneaux d’arabesques malheureusement empâtés par des couches de lait de chaux renouvelées avec une obstination de propreté désespérante. Petit à petit, les délicates sculptures, les guillochis merveilleux de cette architecture de fées s’oblitèrent, se bouchent et disparaissent. Ce qui n’est plus aujourd’hui qu’une muraille vaguement vermiculée, était autrefois une dentelle découpée à jour, aussi fine que ces feuilles d’ivoire que la patience des Chinois cisèle pour les éventails. — Théophile Gautier, Voyage en Espagne, Chapitre 11. »

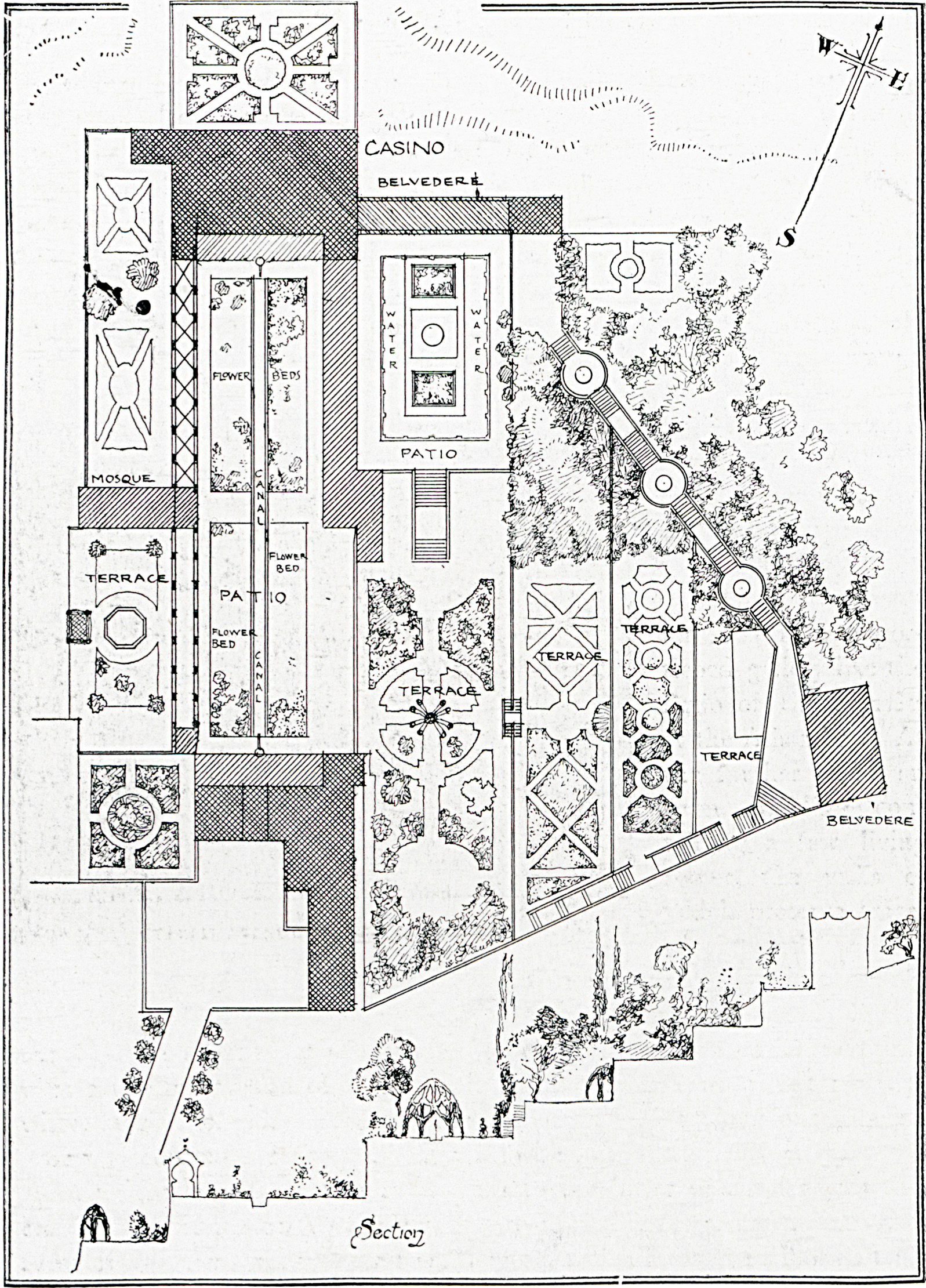
Plan des jardins, en 1913.

L'apparence actuelle des jardins, en particulier des Nouveaux Jardins, est en grande partie due à l'architecte Francisco Prieto Moreno, qui en a rénové une grande partie entre 1931 et 1951 et a appliqué des influences italiennes à leur conception. En 1958, un incendie a détruit ou endommagé la majeure partie de la partie nord du Généralife. Cependant, les dégâts matériels causés par l'incendie et les réparations ultérieures ont permis de réaliser des fouilles qui ont révélé la conception originale des jardins. Dans le Patio de la Acequia, les archéologues ont découvert les pavements originaux de la période nasride et ont réussi à identifier le sol des jardins islamiques enfouis sous 0,70 m de nouveaux sédiments, puis à installer le système hydraulique qui a permis aux jardins de se remplir d'eau à nouveau. Cependant, après ces fouilles, le niveau original du trottoir a été rempli à nouveau jusqu'à un demi-mètre de nouveaux matériaux, les cavités ont été enterrées et les jardins replantés sans aucun rapport avec les jardins islamiques. Toutefois, la forme originale du complexe et de ses divisions restent originales. Certaines restaurations plus récentes se sont concentrées sur l'analyse de la flore initiale des jardins.

## Description
Le Généralife est le lieu de repos des rois nasrides de Grenade. Il a été conçu comme une villa rurale à proximité de l'Alhambra, comprenant des jardins ornementaux et des vergers. Ce type de villa-jardin, courant dans les cours hispano-arabes, est le résultat d'ajouts apportés par les différents sultans. Au vu des éléments décoratifs les plus anciens, le palais doit avoir été commencé à la fin du XIIIe siècle par le deuxième sultan de la dynastie nasride, Mohammed II al-Faqih. La villa  est inscrite, au patrimoine mondial, avec l'Alhambra, depuis 1984.
Le Généralife est situé à l'extérieur des murs de l'Alhambra, sur le versant du Cerro del Sol, domaine récréatif des sultans nasrides, mais également utilisé à des fins agricoles. À l'époque médiévale, la villa comptait au moins quatre vergers, en plus du palais, que le vizir Ibn al-Yayyab appelait la Maison royale du bonheur.

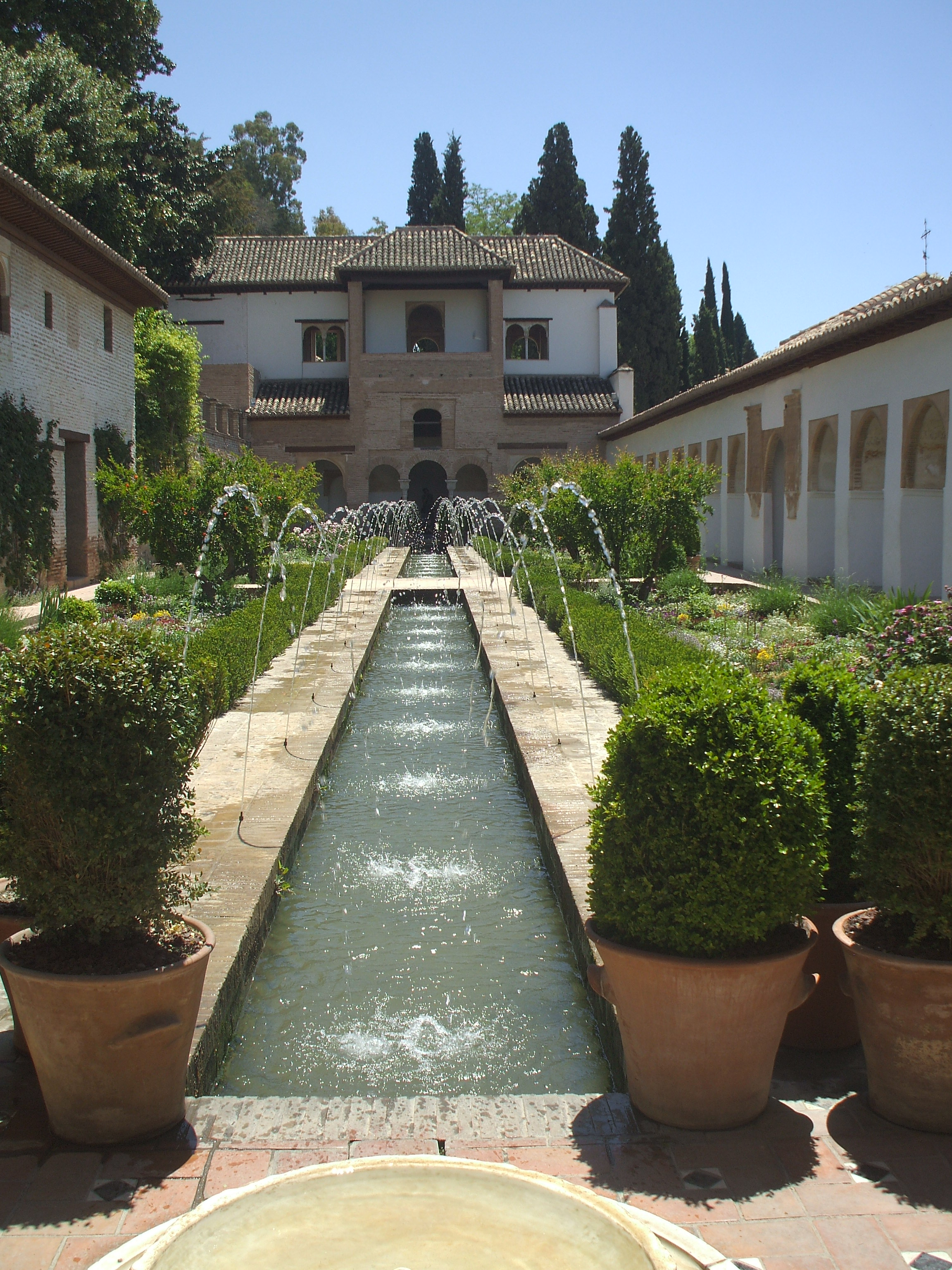
Jets d'eau d'apparat du patio de la Acequia

Le Généralife comprend actuellement un mélange d'éléments de l'époque nasride et de restaurations modernes, notamment dans l'apparence des jardins. Les chemins sont pavés à la manière de Grenade, avec des mosaïques de galets : les blancs proviennent de la rivière Darro et les noirs de la rivière Genil.

### Nouveaux jardins
Une grande partie du complexe est actuellement occupée par les Nouveaux Jardins, un espace vert créé au XXe siècle dans la zone sud, la plus proche des palais historiques. La partie sud de ces jardins, conçue par Francisco Prieto Moreno, a été achevée en 1951. Elle comprend des murs formés de cyprès taillés et de grands bassins cruciformes d'inspiration islamique, et d'autres plantes décoratives. La partie nord des jardins, qui abrite un labyrinthe de haies de roses, a été conçue par Leopoldo Torres Balbás en 1931. Les jardins situés sur la colline en contrebas de cette grande terrasse, dans la zone sud-ouest, sont appelés Las Huertas. Ils se composent de plusieurs grandes terrasses pleines de végétation et ont ce même usage depuis le XIVe siècle.

### Cour de l'Acequia
Le cœur du complexe palatial est le Patio de la Acequia. On y accède par un petit patio dans la partie sud, le Patio de Polo. Le Patio de la Acequia répond au système de patio quadripartite arabe, qui trouve ses origines dans les jardins persans de Chahar Bagh, un style qui s'est répandu dans tout le monde islamique et que l'on retrouve dans les jardins de l' Andalousie et du Maghreb. Sa disposition longitudinale, conditionnée par le terrain. est renforcée par la présence de l'Acequia Real, qui transportait l'eau vers le reste des vergers, et plus tard jusqu'à l'Alhambra. Le fossé est flanqué de deux rangées de fontaines, ajoutées au XIXe siècle, que traversent des jets d'eau, alors qu'à l'origine, il y avait une fontaine au centre du patio, en plus des deux fontaines aux deux extrémités qui perdurent aujourd'hui et sont chacune située sous un petit pavillon. Le pavillon sud, structure à deux étages avec un portique faisant face au patio, conserve très peu d'éléments originaux de la période nasride, tandis que le pavillon nord est précédé d'un portique à cinq arcs, en plus d'un portique central plus grand. Les arcades présentent une riche décoration en stuc avec des sebka et des inscriptions cursives en arabe, les nasjí, derrière une galerie couverte d'un toit en bois avec des plafonds à caissons octogonaux, qui mène à une autre chambre par une entrée en stuc à trois arches.

Cour de l'Acequia
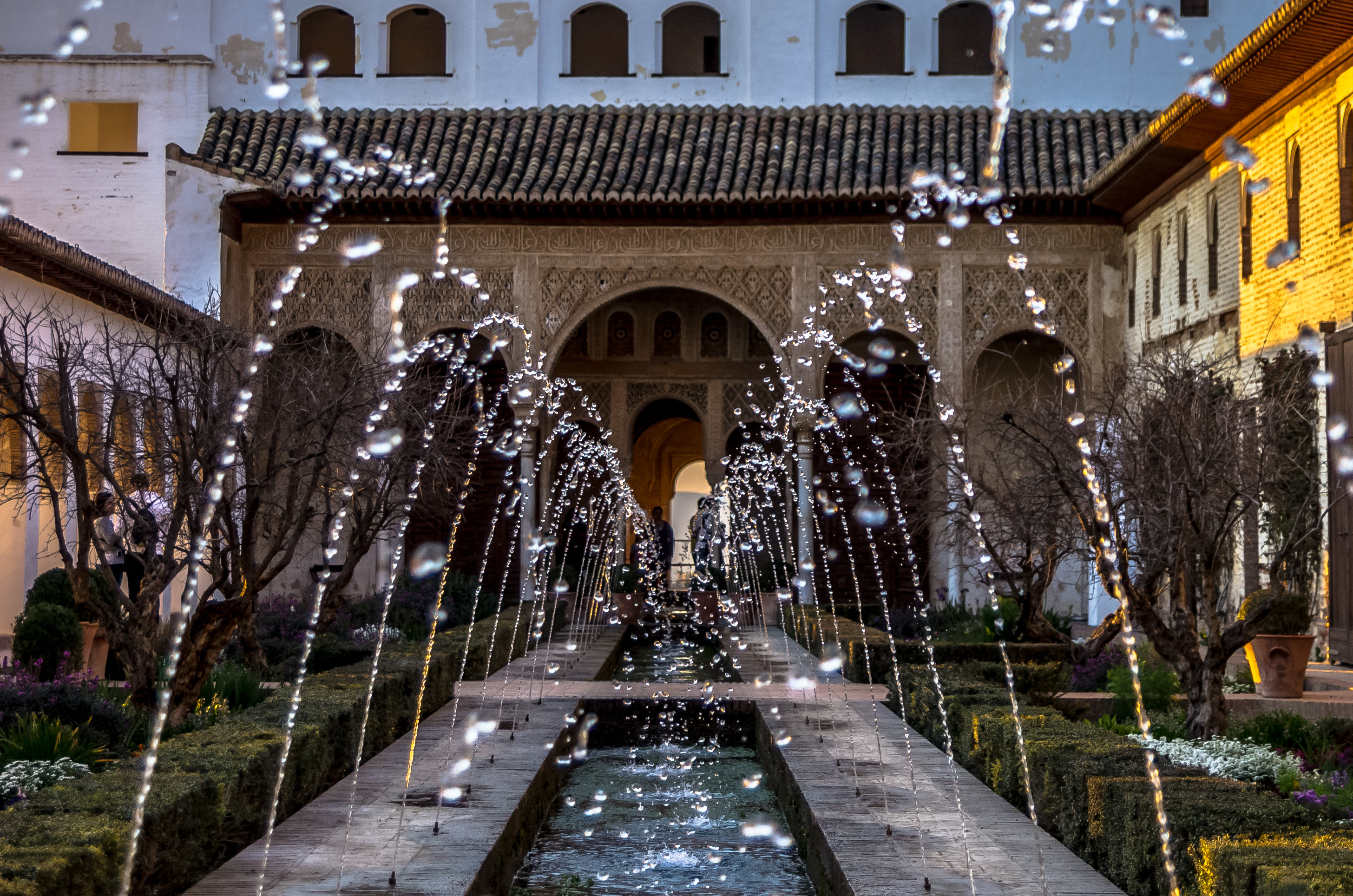
Fontaine du Patio de la Acequia.
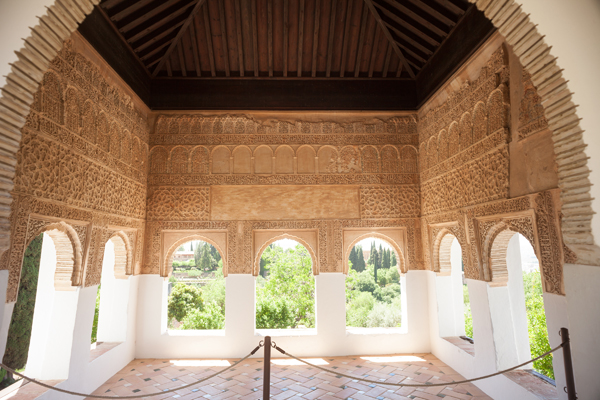
Mirador.
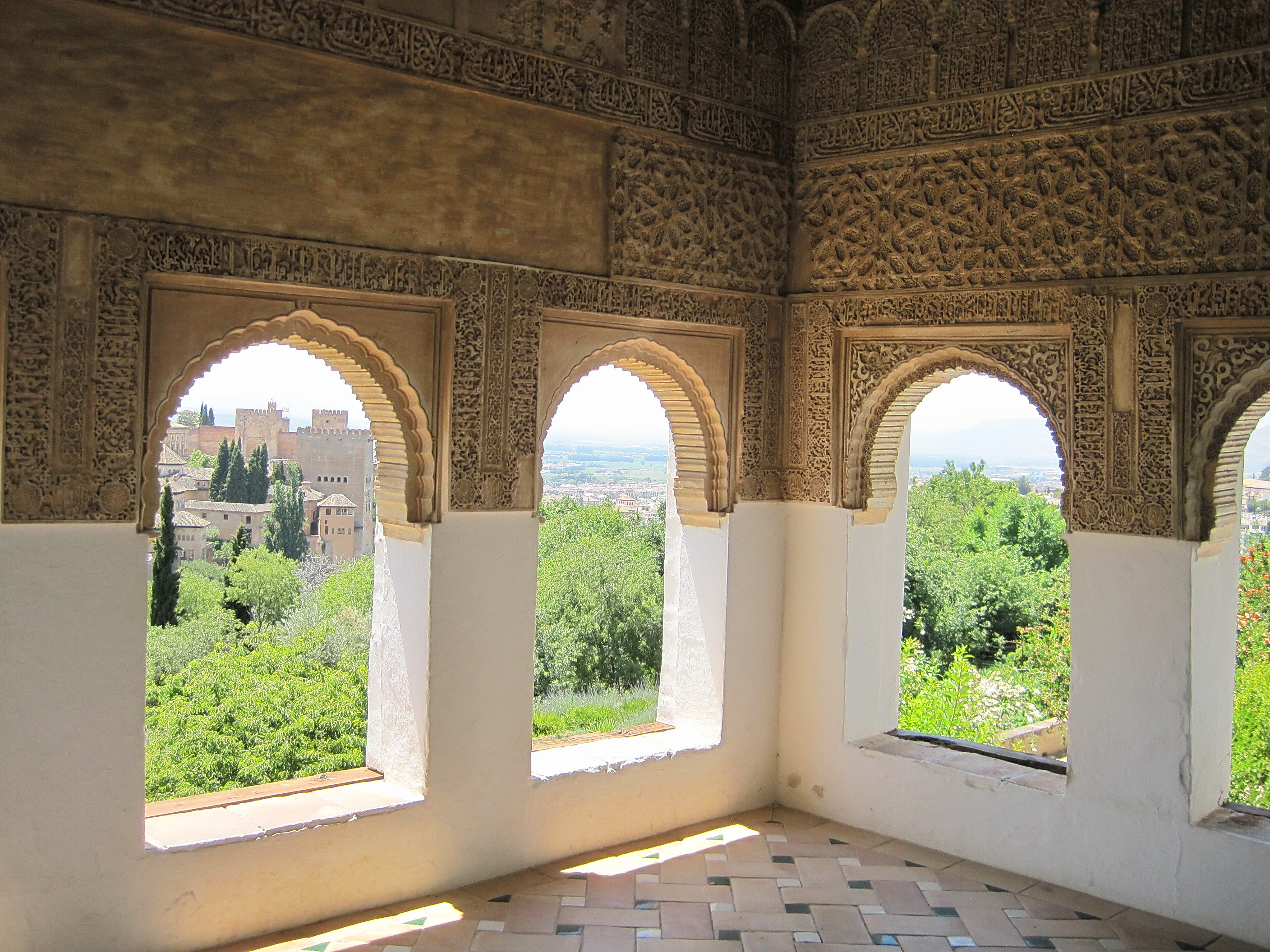
Mirador.
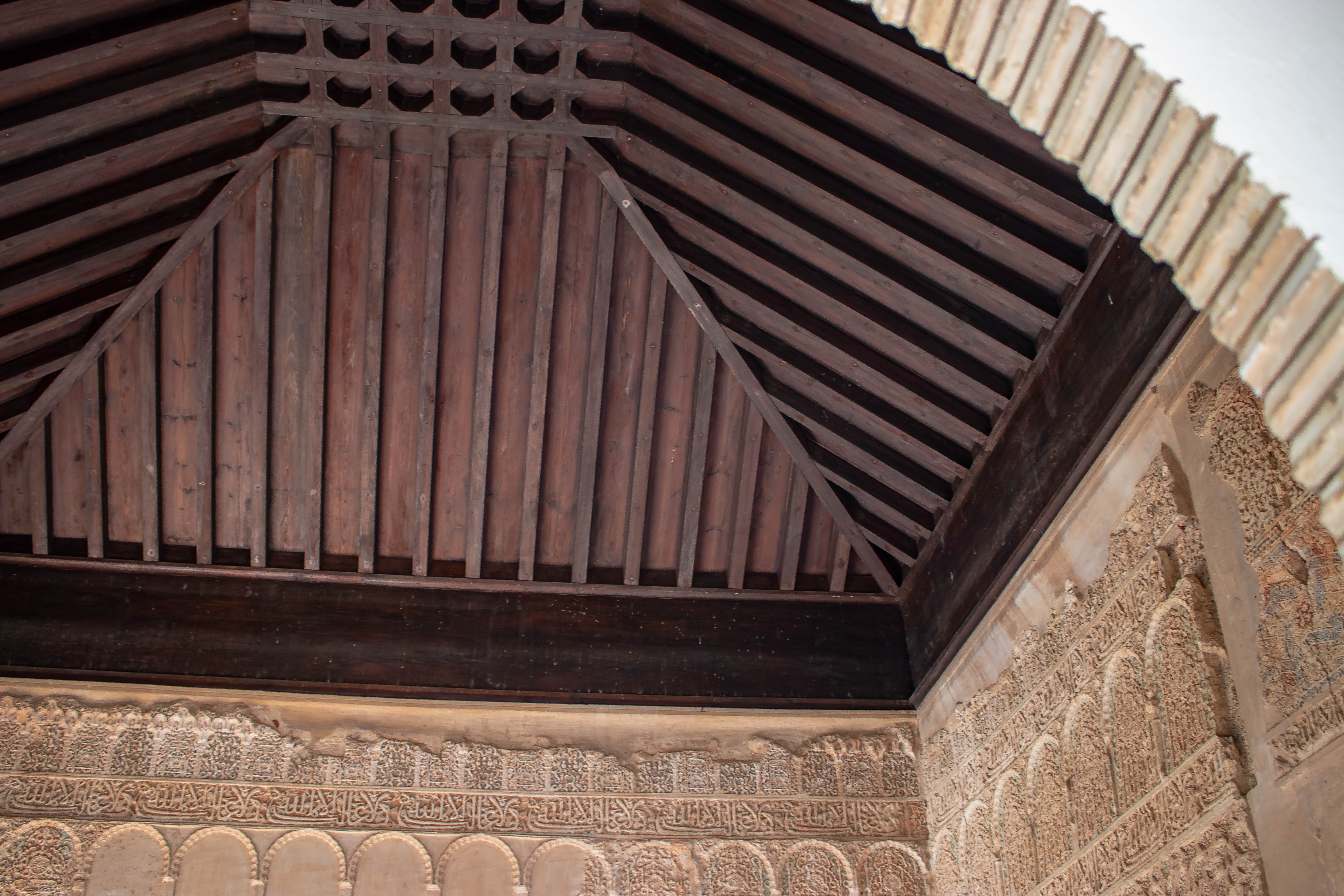
Mirador.

### Salle royale
Derrière cette chambre se trouve la soi-disant Sala Regia , également recouverte d'un toit en bois, dont les arcs et les murs étaient décorés de stuc, notamment selon la technique des muqarnas. Au centre de la partie nord de cette salle se trouve le mirador d'Ismail, avec une décoration de stuc, qui offre depuis ses fenêtres une vue privilégiée sur le quartier de l'Albaicín,. La décoration de cette pièce et du reste du complexe est comparativement plus sobre que celle des pièces de l'Alhambra. En tant que ville de repos rurale, l'absence de faste devait être prédominante.
Au Généralife, tout est simple et intime, rien, tant dans l’architecture que dans la nature conditionnée par la main de l’homme, ne tente de nous étonner par des prétentions de magnificence ou de monumentalité.

Salle royale
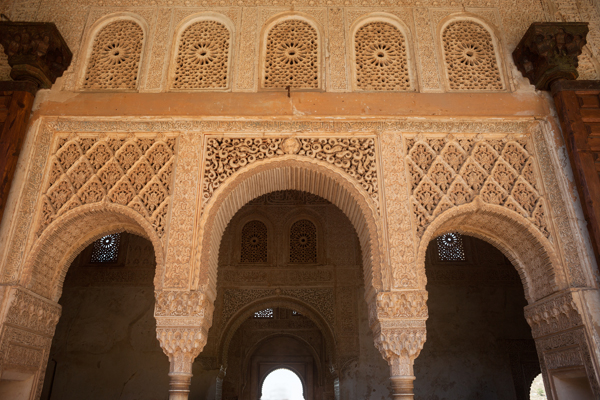
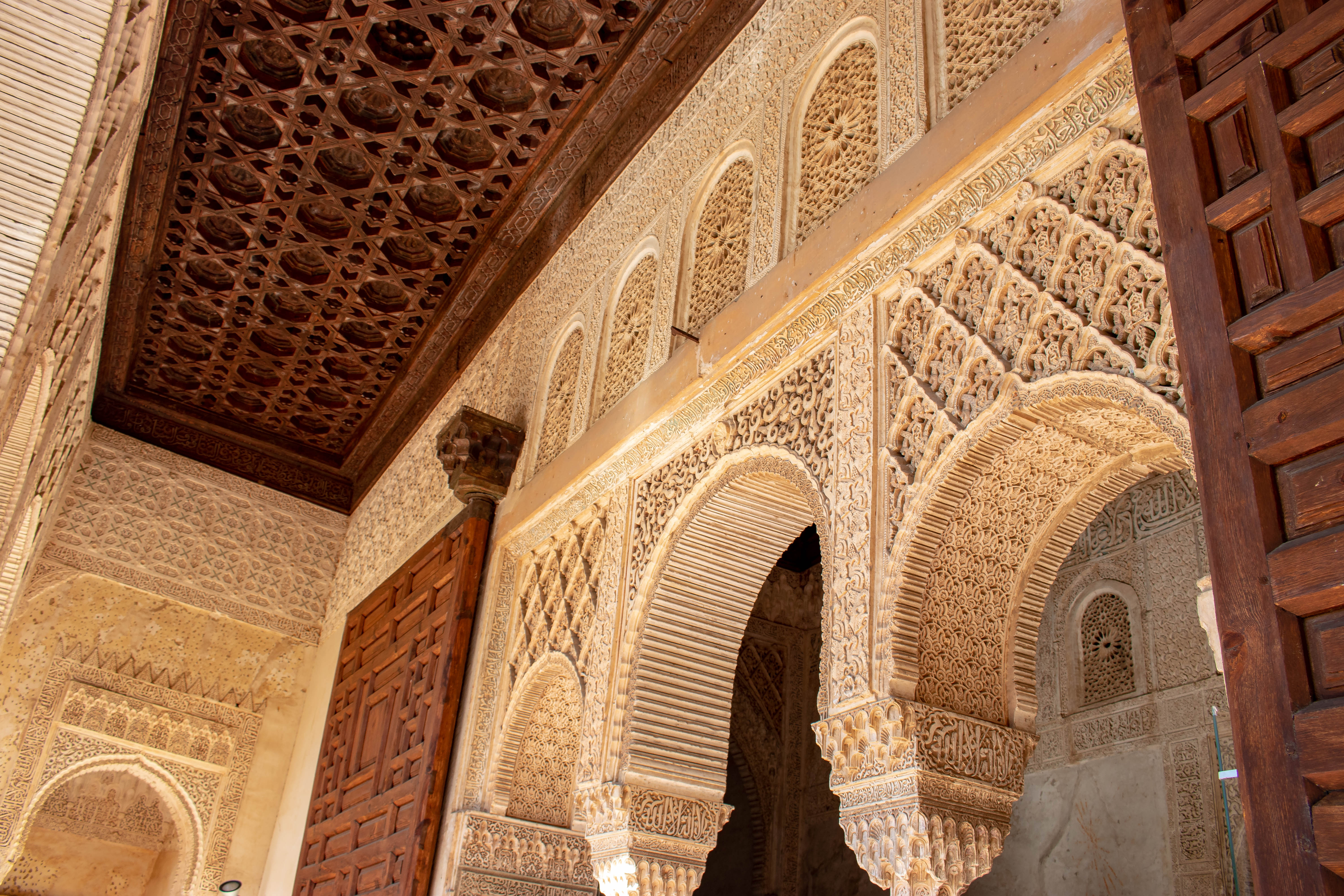
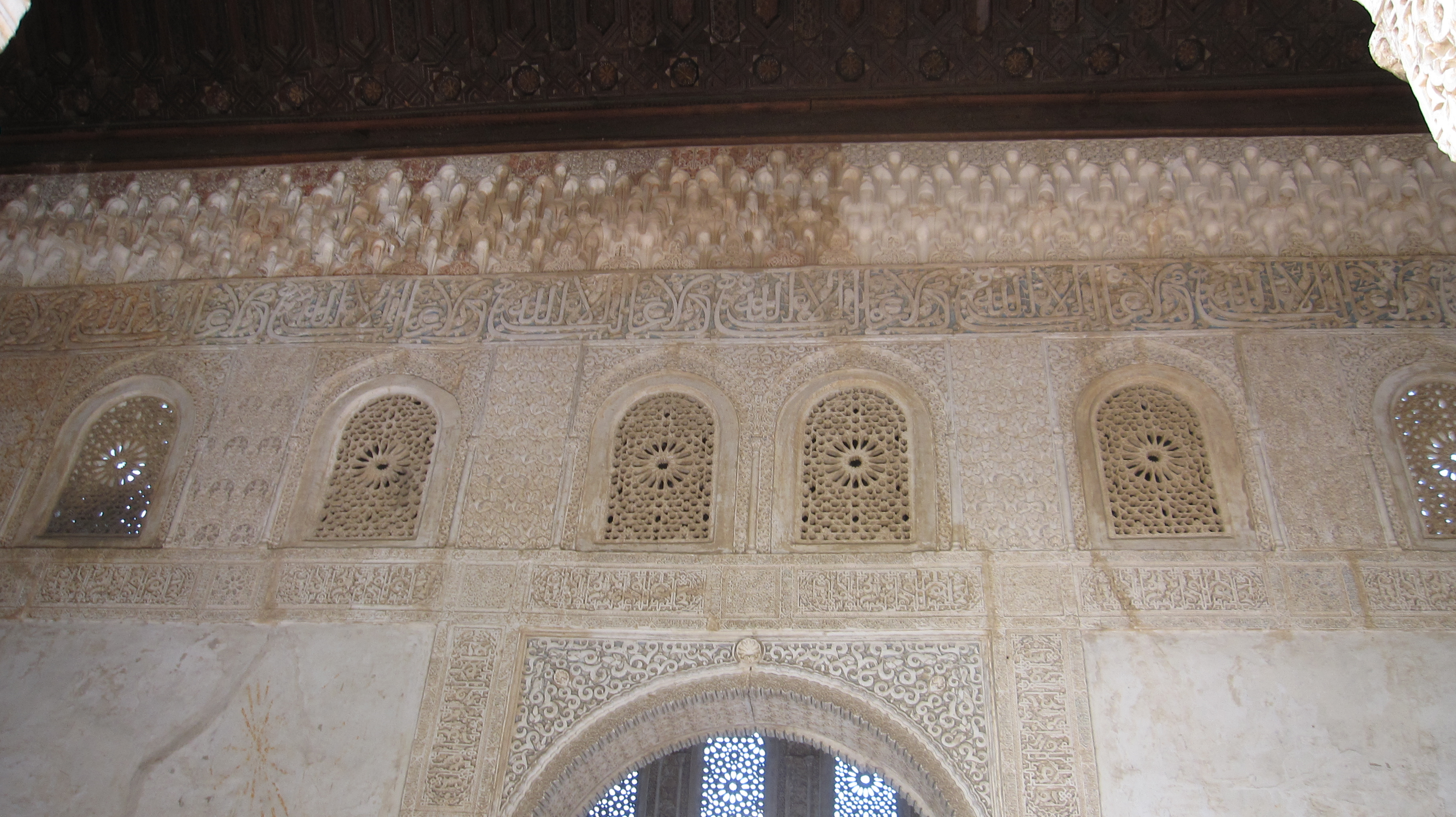
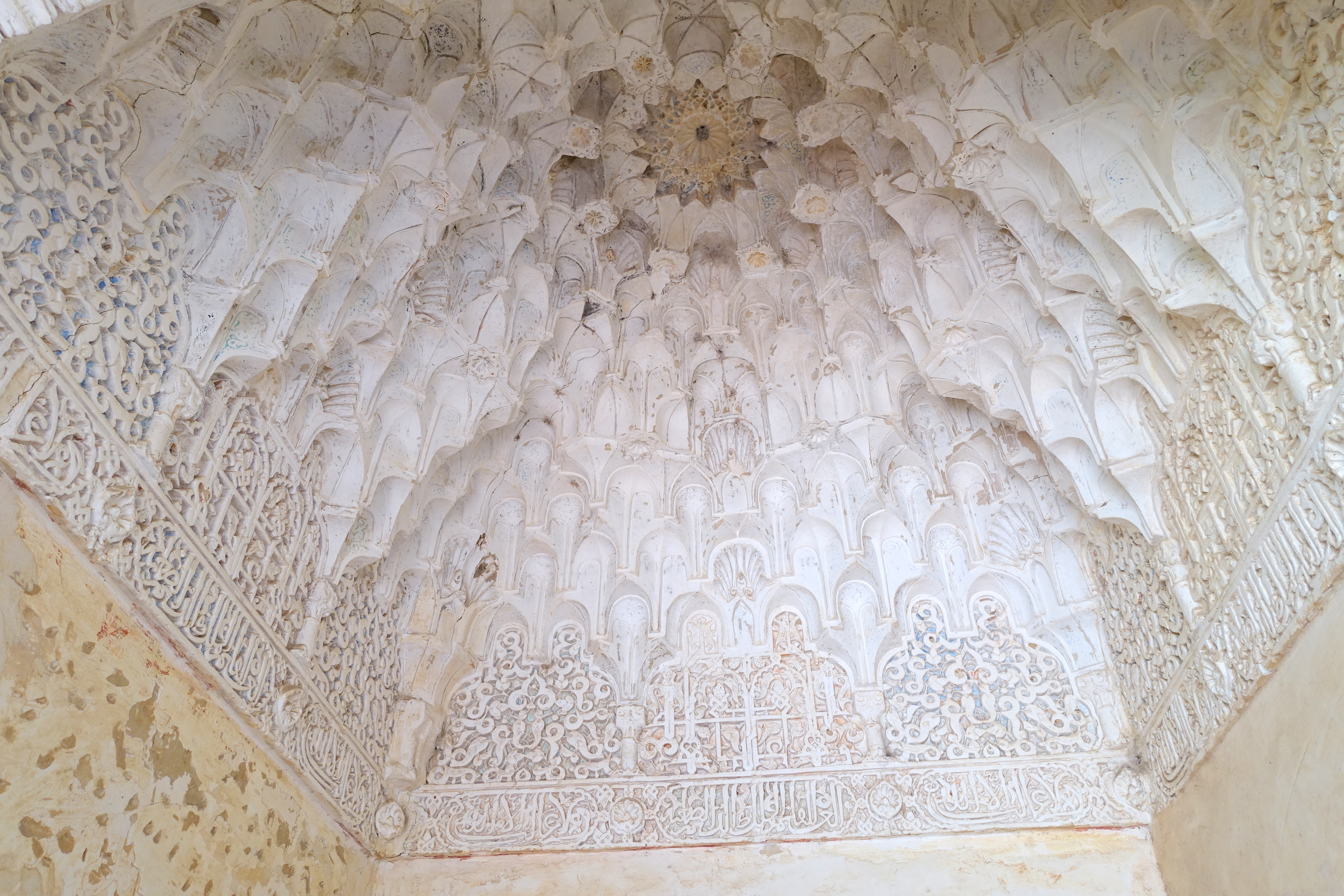

### Patio del Ciprés de la Sultana

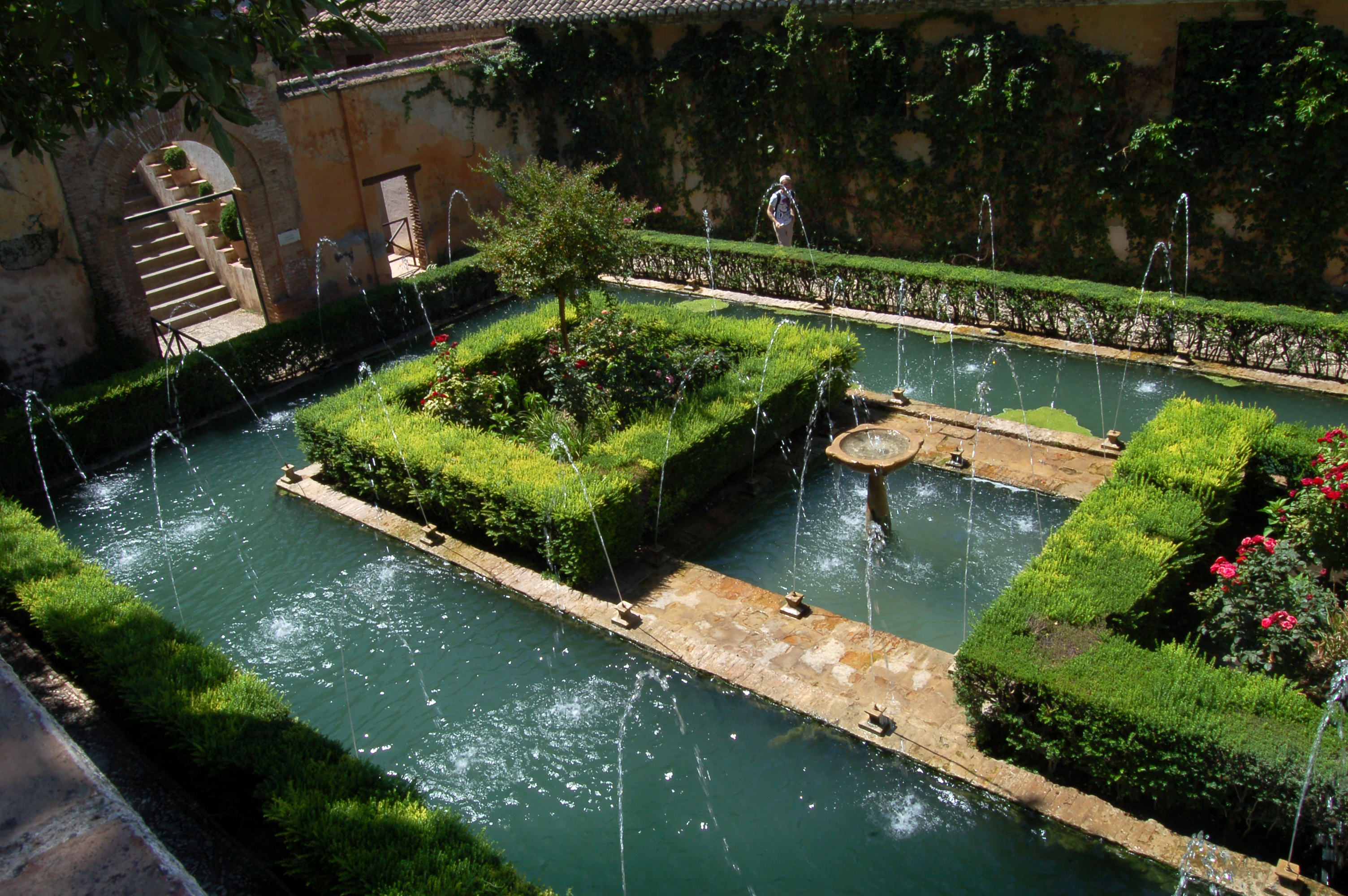
Patio del Ciprés de la Sultana

De la Salle royale, on accède, par des escaliers, à un corps à doubles galeries Renaissance, sur lequel s'ouvre le Patio del Ciprés de la Sultana, protagoniste des mystères de la tradition grenadine, et dans lequel la légende racontée par Ginés Pérez de Hita , situe les rencontres de l'épouse de Boabdil avec un chevalier, membre du clan des Abencerrajes, parent du sultan. Le patio, fortement modifié à l'époque chrétienne, conserve néanmoins l'influence de ses anciens habitants et le charme romantique de ses fontaines et de sa végétation luxuriante. La construction du patio remonte à la période comprise entre la fin du XIIIe siècle et le premier quart du XIVe siècle.

### Les hauts jardins et l'escalier d'eau

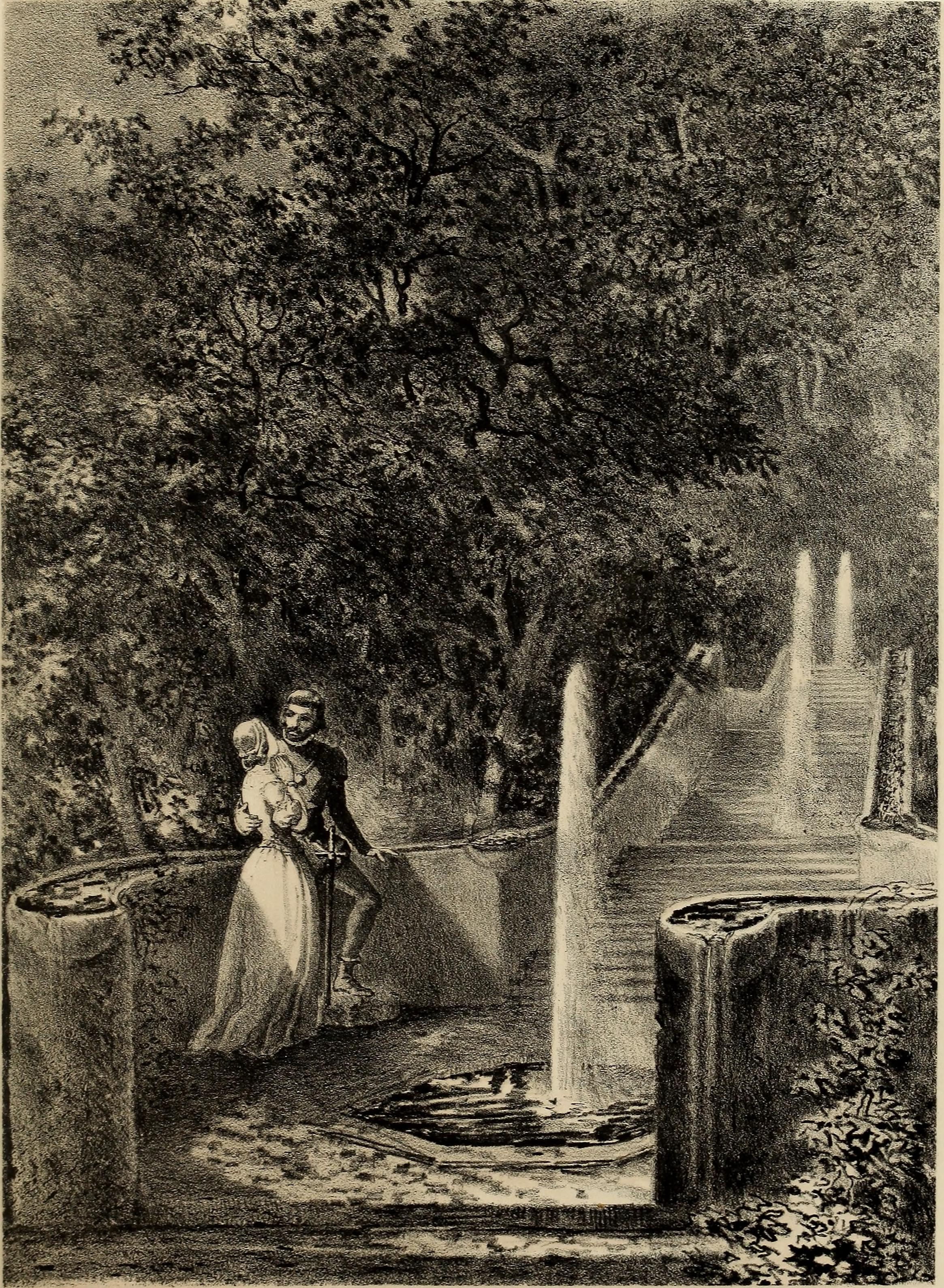
Escalera del Agua : l'escalier et ses rampes d'eau. Lithographie, vers 1850.

Ensuite, et en continuant la montée, par l'escalier des lions , on atteint ce qu'on appelle les Hauts Jardins du Palais. Pour ce faire, on passe par l'Escalier des Eaux, un ingénieux artifice au service du plaisir des sens.
L'objectif principal de cet escalier était de relier le palais du Généralife à une petite chapelle située au sommet de la colline. L'accès en pente représentait un problème que le constructeur nasride a surmonté avec une singulière maîtrise : l'escalier, interrompu par plusieurs paliers circulaires dominés par des fontaines basses, a pour rampes deux canaux réalisés avec d'humbles tuiles et briques et blanchis à la chaux. L'eau de l'Acequia Real les traverse de manière abrupte et irrégulière, produisant une symphonie de tranquillité et de repos, humidifiant l'atmosphère, le tout sous un dôme fermé de lauriers.
L'espace qui en résultait, ombragé et frais, servait en même temps à effectuer les ablutions avant la prière, et de cette manière, il devint le sahn dont toute mosquée a besoin. L'escalier est une leçon d'architecture, faisant de nécessité vertu avec les matériaux les plus simples.

### Environnement

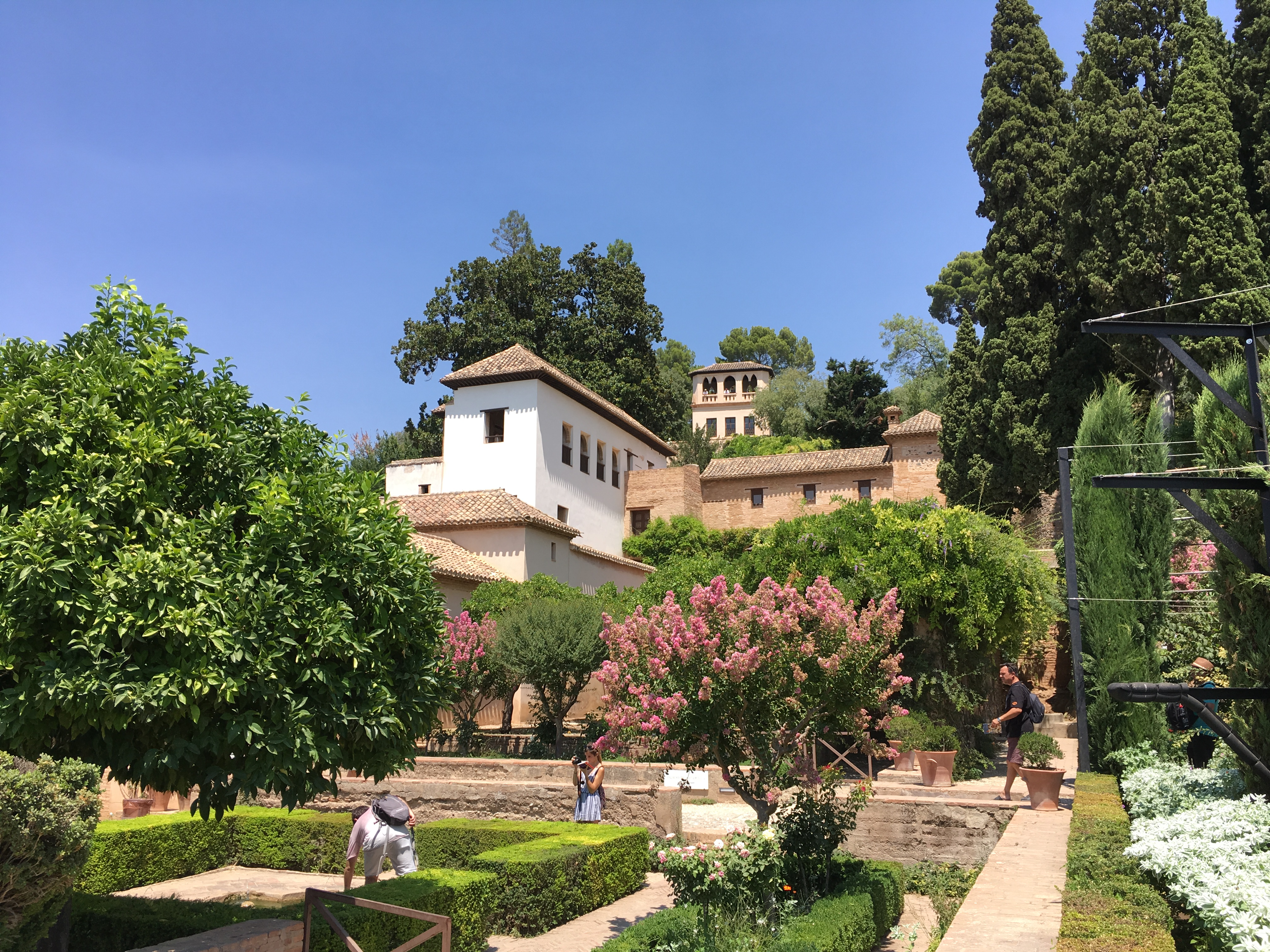
Jardins du Généralife.

Le Généralife est situé sur l'un des versants du Cerro del Sol, séparé de l'Alhambra par le ravin Cuesta de los Chinos, accès d'origine médiévale aux deux sites de la ville musulmane. Près du Généralife, et en relation avec celui-ci, se trouvent divers bâtiments de la période nasride, comme Los Albercones, les vestiges du palais Dar al-Arusa et la Silla del Moro. Un peu plus loin, mais faisant partie du même système hydraulique que l'Acequia Real, se trouvent les vestiges de la Alberca Rota, de l'Albercón del Negro et d'autres constructions, comme l'Aljibe de la Lluvia.